# Liedenkummer Wettern

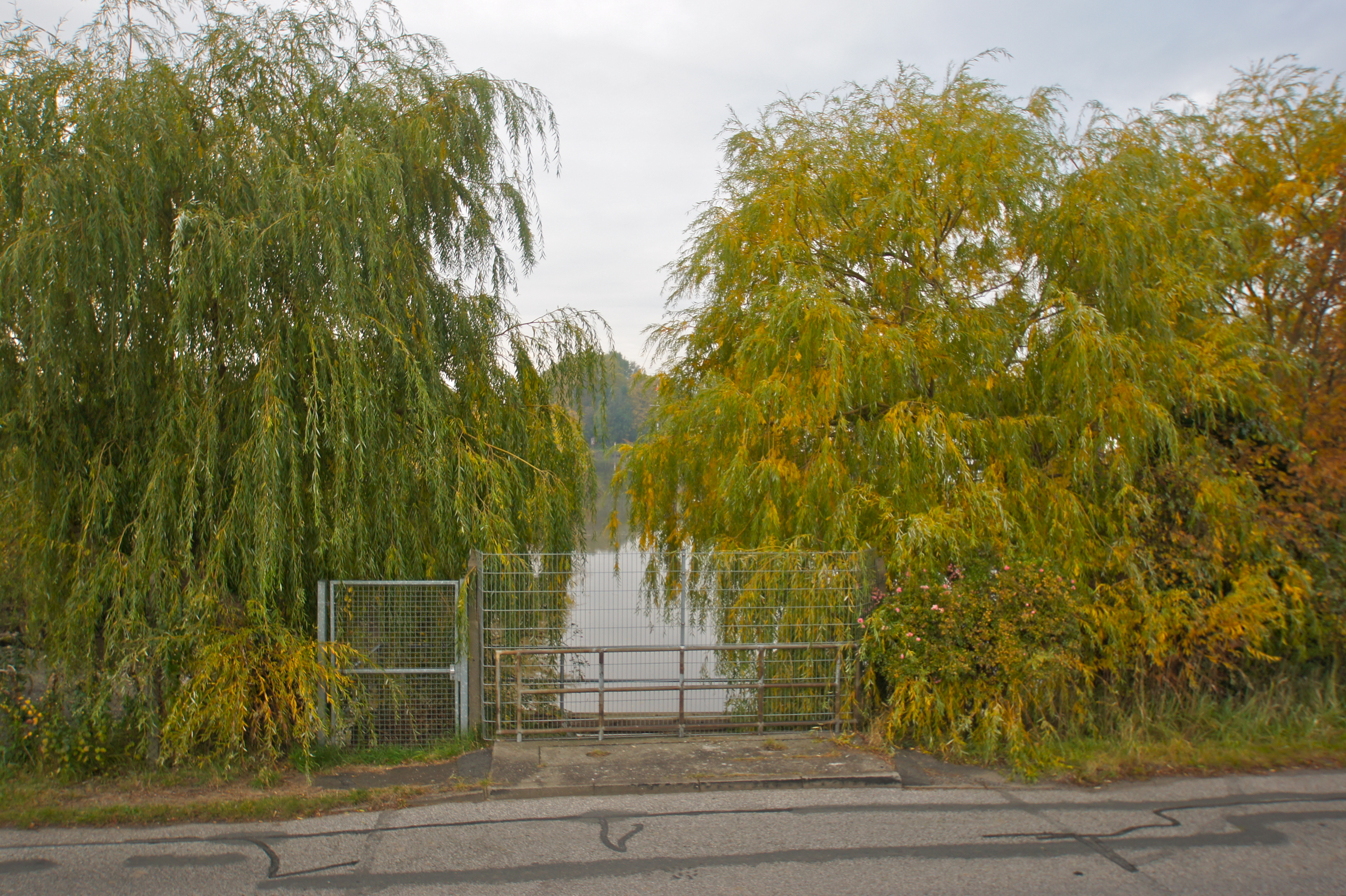
El Liedenkummer Schleusenfleet vers la desembocadura a l'Este

El Liedenkummer Wettern és un wettern a Neuenfelde a l'estat d'Hamburg a Alemanya. Desguassa el pòlder de Liedenkummer a l'Este. La seva forma irregular fa presumir que es tracta d'un priel, utilitzat pel caucs des del segle XI i després pels colonitzadors holandesos convidats a l'Alte Land per transformar els aiguamolls de la vall de l'Elba en terres de conreu. Té una desena d'afluents, tots wetterns sense nom.
El tram ample fora del dic vers l'Este, anomenat Liedenkummer Schleusenfleet (=canal de la resclosa de Liedenkummer) forma un petit port esportiu.